# A.P. Ranløv
Anton Pedersen Ranløv (11. januar 1899 i Horsens – 13. august 1991) var en dansk civilingeniør og direktør.
Han var søn af overbetjent Peder P. Ranløv og hustru Anna født Justesen, blev student fra Horsens Statsskole 1917 og cand. polyt. (fabrikingeniør) 1922. Ranløv var ingeniør ved opførelsen af Den Kgl. Mønt på Amager 1922-23 (arkitekt Martin Borch) og ingeniør ved Horsens Gasværk 1923-29. Han var dernæst sekretær i Industrirådet 1929-39, blev i 1939 direktør for Foreningen af danske Handelsmøller og Handelsmøllernes Fælleskontor. Ranløv specialiserede sig i landbrugskemi, var tillige direktør for Brødkornskontoret for udenlandsk korn 1939-40, kommitteret i Brødkornskontoret for indenlandsk korn 1940-42, medlem af Handelsministeriets mel- og brødnævn 1947-49, af bestyrelsen for Nordisk Cerealkemikerforening fra 1948 og for Foreningen af danske Handelsmøller fra 1965, af Landbrugsministeriets kornnævn fra 1965. Han var vicepræsident (Scand.) Ass. International de Meuneri 1965 og blev medlem af Akademiet for de Tekniske Videnskaber 1956.
Ranløv var desuden medlem af Frederiksberg Kommunalbestyrelse (Konservative Folkeparti) 1950-54, medlem af bestyrelsen for A/S Alboats 1952, A/S Shipping Agencies 1963 m.m. Han var Ridder af 1. grad af Dannebrogordenen og bar Vasaordenen.
Ranløv blev gift 19. august 1924 med Esther Jopp (8. april ? i Horsens - ?), datter af dommerfuldmægtig Ewald Jopp og hustru Erna født Andersen.